# Merionoeda puella
Merionoeda puella är en skalbaggsart som beskrevs av Francis Polkinghorne Pascoe 1858. Merionoeda puella ingår i släktet Merionoeda och familjen långhorningar.
Artens utbredningsområde är Sulawesi. Inga underarter finns listade i Catalogue of Life.